# Minna Ljunggren
Minna Christina Ljunggren, född 2 september 1974 i Arnäs församling i Västernorrlands län, är en svensk politiker (M) och tjänsteman.

## Biografi
Ljunggren har en jur.kand.-examen från Uppsala universitet och en MBA från Handelshögskolan i Stockholm. Ljunggren har tjänstgjort som tingsnotarie på Domstolsverket 2000–2002, föredragande vid Utlänningsnämnden 2002–2003, handläggare vid Moderaternas riksdagskansli 2003–2006 och politiskt sakkunnig vid Justitiedepartementet 2006–2008. Ljunggren var statssekreterare hos Tobias Billström på Justitiedepartementet 2008–2014. Hennes ansvarsområde var migrations- och asylpolitik.
Fram till 2017 var Ljunggren anställd vid Migrationsverket, där hon bland annat arbetade som tillsynschef. I mars 2017 tillträdde hon en tjänst som chef för Migration- och integrationsprogrammet vid tankesmedjan Fores. Under 2018 blev Ljunggren biträdande chef på Svenska Röda Korsets internationella avdelning. I oktober 2021 rekryterades hon som chef för Svenska Röda Korsets generalsekreterares stab.
Sedan november 2022 är hon statssekreterare hos socialtjänstminister Camilla Waltersson Grönvall på Socialdepartementet.